# Беляево (Палкинский район)
Беляево (рус. дореф. Бѣляево) — урочище на месте уничтоженной во время Великой Отечественной войны деревни Псковского уезда Псковской губернии (Палкинского района Псковской области) на левом берегу реки Великой, в 1 км к северо-востоку от деревни Лещихино.

## История
Известна с 1785 года. Отмечена на Геометрической карте Псковского наместничества 1786 года. До 1917 была барской усадьбой где находилось кладбище и захоронения. С 1866 года барин владел кирпичным заводом рядом с деревней Капустино, местечко Кирпичник, к месту по спутниковой съемки явно видно дорогу, называемую бариновой. Последний владелец усадьбы неизвестен. Сем местом покоится вдова полковника артиллерии Евдокия Петровна Дзичканец, урождённая Сумароцкой, родившейся 6 июля 1795 года скончавшейся 1 января 1866 года. В селе находилась деревянная, с колокольней, Церковь Святых Отцов Онуфрия Великого и Петра Афонского, перенесённая с острова Семск по прошению подполковника Петра Михайловича Сумороцкого с благословения епископа Иннокентия, освящена 22 июня 1867 года, в 1921 году перевезена в деревню Бобьяково.
Уничтожена немцами в 1943—1944 году.